# Placówka Straży Celnej „Ciecholewy”

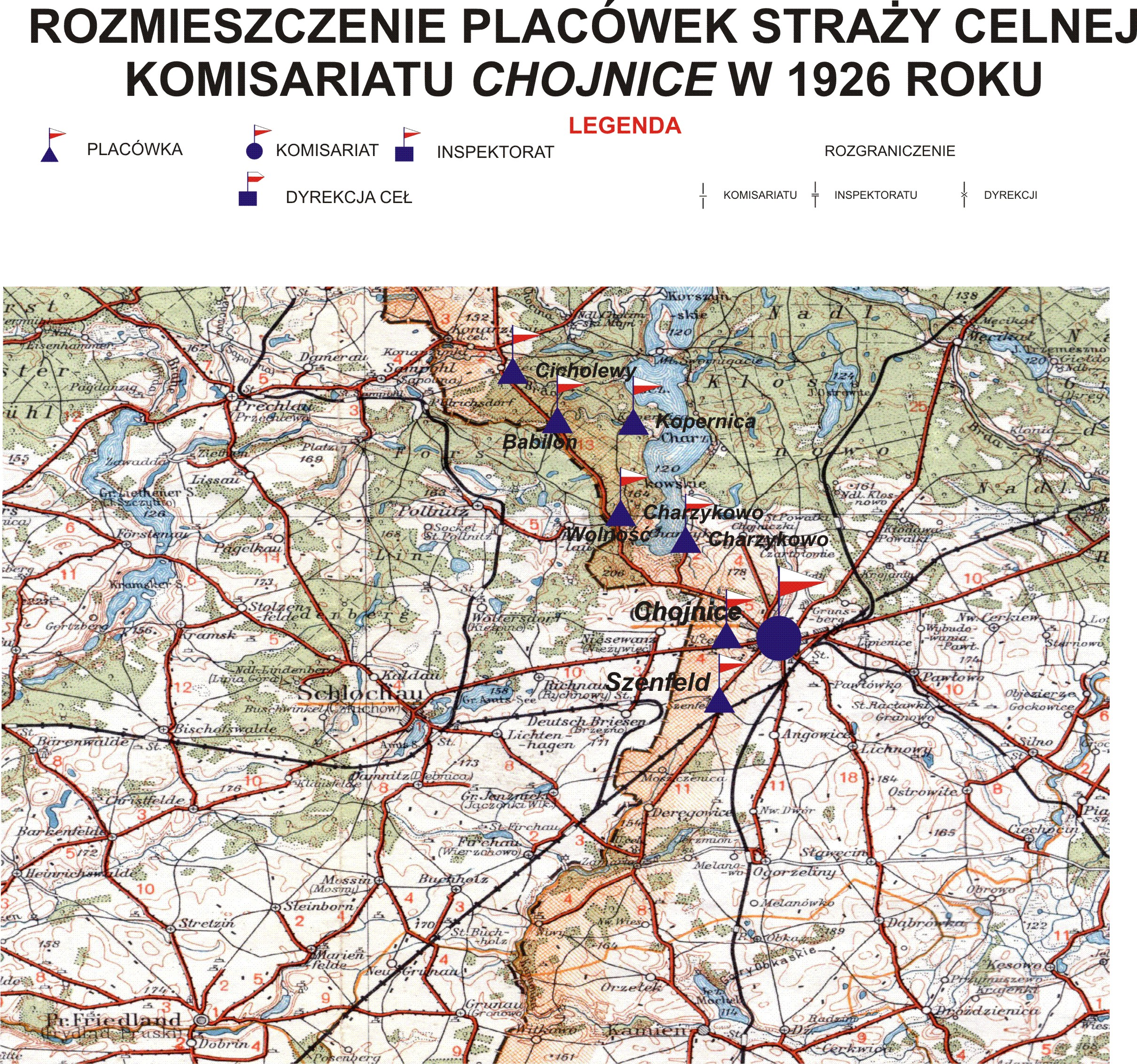
Rozmieszczenie placówek Straży Celnej komisariatu „Chojnice”

Placówka Straży Celnej „Ciecholewy” – jednostka organizacyjna Straży Celnej pełniąca w okresie międzywojennym służbę ochronną na granicy polsko-niemieckiej.

## Formowanie i zmiany organizacyjne
Na wniosek Ministerstwa Skarbu, uchwałą z 10 marca 1920 roku, powołano do życia Straż Celną. Jednostki Straży Celnej rozpoczęły przejmowanie odcinków granicy od pododdziałów Batalionów Celnych. W 1921 roku w Konarzynach i Charzykowie stacjonował sztab 2 kompanii 20 batalionu celnego. Kompania wystawiała między innymi placówkę w Ciecholewach. Proces tworzenia Straży Celnej trwał do końca 1922 roku. Placówka Straży Celnej „Ciecholewy” weszła w podporządkowanie komisariatu Straży Celnej „Chojnice” z Inspektoratu SC „Chojnice”.
W drugiej połowie 1927 roku przystąpiono do gruntownej reorganizacji Straży Celnej. W praktyce skutkowało to rozwiązaniem tej formacji granicznej. Ochronę północnej, zachodniej i południowej granicy państwa przejęła powołana z dniem 2 kwietnia 1928 roku Straż Graniczna. W strukturach nowo powstałej formacji nie odtworzono placówki „Ciecholewy”.

## Funkcjonariusze placówki
Kierownicy placówki
| stopień          | imię i nazwisko, numer | okres pełnienia służby | kolejne stanowisko |
| ---------------- | ---------------------- | ---------------------- | ------------------ |
| starszy strażnik | Leon Urbanek (2167)    | był w 1926             |                    |

Obsada personalna placówki w 1926:
- starszy strażnik Leon Urbanek (2167)
- strażnik Julian Lemańczyk (1431)
- strażnik Stanisław Lis (569)
- strażnik Nikodem Janiak (1758)
- strażnik Władysław Jędraszak (3158)